# Nyssodrysternum striatellum
Nyssodrysternum striatellum là một loài bọ cánh cứng trong họ Cerambycidae.